# Miridiba tuberculipennis
Miridiba tuberculipennis är en skalbaggsart som beskrevs av Moser 1913. Miridiba tuberculipennis ingår i släktet Miridiba och familjen Melolonthidae. Inga underarter finns listade i Catalogue of Life.